# Cryptolingula perplexa
Cryptolingula perplexa es un hemíptero de la familia Aleyrodidae, subfamilia Aleyrodinae.
Cryptolingula perplexa fue descrita científicamente por primera vez por Martin & Carver in Martin en 1999.